# Asplenium thunbergii
Asplenium thunbergii là một loài thực vật có mạch trong họ Aspleniaceae. Loài này được Kunze miêu tả khoa học đầu tiên năm 1836.